# 承保
承保（、しょうほう）は、日本の元号の一つ。延久の後、承暦の前。1074年から1077年までの期間を指す。この時代の天皇は白河天皇。

## 改元
- 延久6年8月23日（ユリウス暦1074年9月16日） 改元
- 承保4年11月17日（ユリウス暦1077年12月5日） 承暦に改元

## 承保期におきた出来事
- 1075年（承保2）
  - 4月 - 播磨国赤穂郡司秦為辰、荒野開発者の田地領有の承認を請う。
  - 9月25日（ユリウス暦1075年11月6日） - 関白藤原教通が薨去（承保元年10月3日に上東門院が崩御）。追贈正一位。

## 西暦との対照表
※は小の月を示す。
| 承保元年（甲寅） | 一月      | 二月※ | 三月  | 四月 | 五月※   | 六月 | 七月※ | 八月  | 九月※ | 十月  | 十一月※ | 十二月  |           |
| ---------------- | --------- | ----- | ----- | ---- | ------- | ---- | ----- | ----- | ----- | ----- | ------- | ------- | --------- |
| ユリウス暦       | 1074/1/30 | 3/1   | 3/30  | 4/29 | 5/29    | 6/27 | 7/27  | 8/25  | 9/24  | 10/23 | 11/22   | 12/21   |           |
| 承保二年（乙卯） | 一月※     | 二月  | 三月※ | 四月 | 閏四月※ | 五月 | 六月  | 七月※ | 八月  | 九月※ | 十月    | 十一月※ | 十二月    |
| ユリウス暦       | 1075/1/20 | 2/18  | 3/20  | 4/18 | 5/18    | 6/16 | 7/16  | 8/15  | 9/13  | 10/13 | 11/11   | 12/11   | 1076/1/9  |
| 承保三年（丙辰） | 一月※     | 二月※ | 三月  | 四月 | 五月※   | 六月 | 七月※ | 八月  | 九月  | 十月※ | 十一月  | 十二月※ |           |
| ユリウス暦       | 1076/2/8  | 3/8   | 4/6   | 5/6  | 6/5     | 7/4  | 8/3   | 9/1   | 10/1  | 10/31 | 11/29   | 12/29   |           |
| 承保四年（丁巳） | 一月      | 二月※ | 三月※ | 四月 | 五月※   | 六月 | 七月※ | 八月  | 九月  | 十月  | 十一月※ | 十二月  | 閏十二月※ |
| ユリウス暦       | 1077/1/27 | 2/26  | 3/27  | 4/25 | 5/25    | 6/23 | 7/23  | 8/21  | 9/20  | 10/20 | 11/19   | 12/18   | 1078/1/17 |